# 팜필리아
팜필리아(고대 그리스어: Παμφυλία, Pamphylía 튀르키예어: Pamfilya) 혹은 밤빌리아(신약성경 개역개정판)는 뤼키아와 킬리키아 사이에 위치한 서아시아의 소아시아 남부 지역으로, 지중해에서 타우루스산맥까지 (모두 현대 안탈리아주, 튀르키예에 위치) 뻗어 있었다. 북쪽으로는 피시디아와 접하고 있어 해안선이 약 120km (75마일)에 너비가 약 50km (30마일)에 불과한 작은 지역이었다. 로마 행정부 하에서는 팜필리아라는 용어가 확장되어 피시디아와 프리기아 및 리카오니아 국경까지의 전 지역을 포함하게 되었고, 이 넓은 의미로 클라우디오스 프톨레마이오스가 사용했다.

## 이름
팜필리아라는 이름은 그리스어 Παμφυλία에서 유래했으며, 이는 다시 고대 그리스어: πάμφυλος (pamphylos), 즉 문자적으로 "섞인 부족이나 종족의"라는 뜻에서 왔다. 이는 πᾶν (pan), 즉 πᾶς (pas) "모두"의 중성형 + φυλή (phylē), "종족, 부족"의 합성어이다. 헤로도토스는 이 이름의 어원을 도리스인 부족인 팜필로이(Πάμφυλοι)에서 찾았는데, 이들이 이 지역을 식민지화했다고 전해진다. 이 부족은 다시 팜필로스 (그리스어: Πάμφυλος), 즉 아이기미오스의 아들의 이름을 따서 명명되었다고 한다.

## 팜필리아인의 기원
브리태니커 백과사전에 따르면, 팜필리아인들은 “원주민, 이주해 온 킬리키아인(그리스어: Κίλικες), 그리고 그리스인”의 혼합이었다. 그러나 헤로도토스와 스트라본은 팜필리아인들이 트로이 전쟁 이후 칼카스와 암필로코스와 함께 온 그리스인들의 후손이라고 기록한다. 또한 파우사니아스 (지리학자)는 그들이 그리스 민족이라고 진술한다. 테오폼푸스 또한 팜필리아가 그리스인들에 의해 거주되었다고 우리에게 알려준다. 일부 현대 학자들은 기원전 12세기에 그들이 아르카디아와 전반적으로 펠로폰네소스반도에서 팜필리아로 이주했다고 제안한다. 팜필리아인들의 기원에 대한 그리스의 기여는 전통과 고고학 모두에서 입증될 수 있으며, 팜필리아는 초기 철기 시대부터 초기 중세까지 그리스 국가로 간주될 수 있다.
팜필리아인과 피시디아인들이 같은 민족이라는 점에는 의심의 여지가 거의 없지만, 전자는 그리스 및 다른 지역에서 식민지를 받았고, 이러한 원인과 더불어 영토의 비옥함으로 인해 내륙의 이웃들보다 더 문명화되었다. 그러나 이 둘 사이의 구분은 초기부터 확립된 것으로 보인다. 피시디아인을 언급하지 않는 헤로도토스는 팜필리아인을 소아시아 민족 중 하나로 열거하는 반면, 에포루스는 둘 다 언급하며, 한 민족은 해안 민족에, 다른 민족은 내륙 민족에 정확히 포함시킨다.

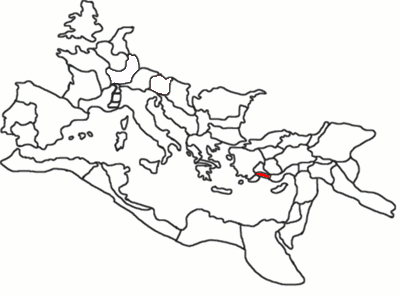
로마 제국 내 팜필리아의 위치를 보여주는 지도

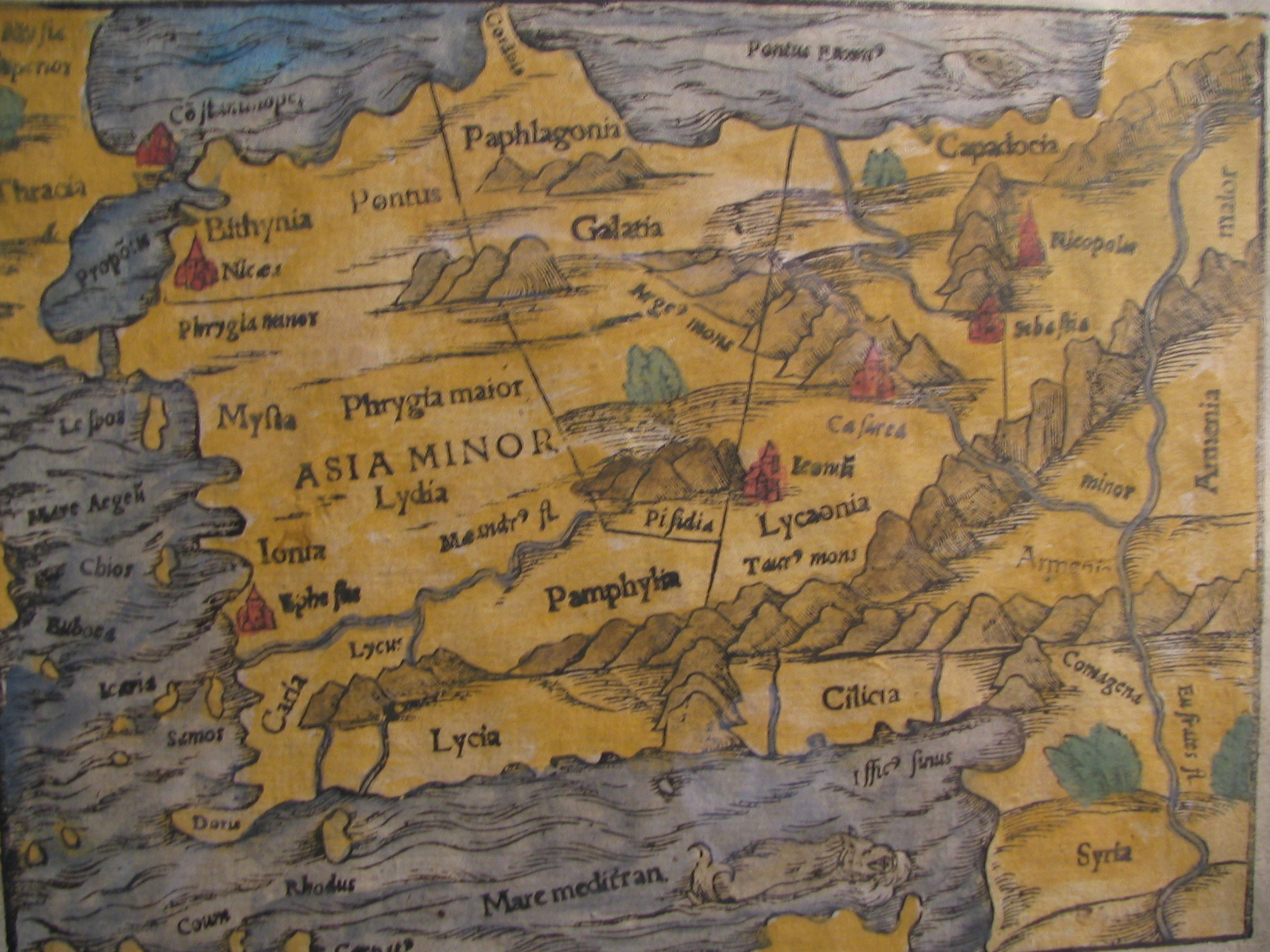
팜필리아를 보여주는 15세기 지도

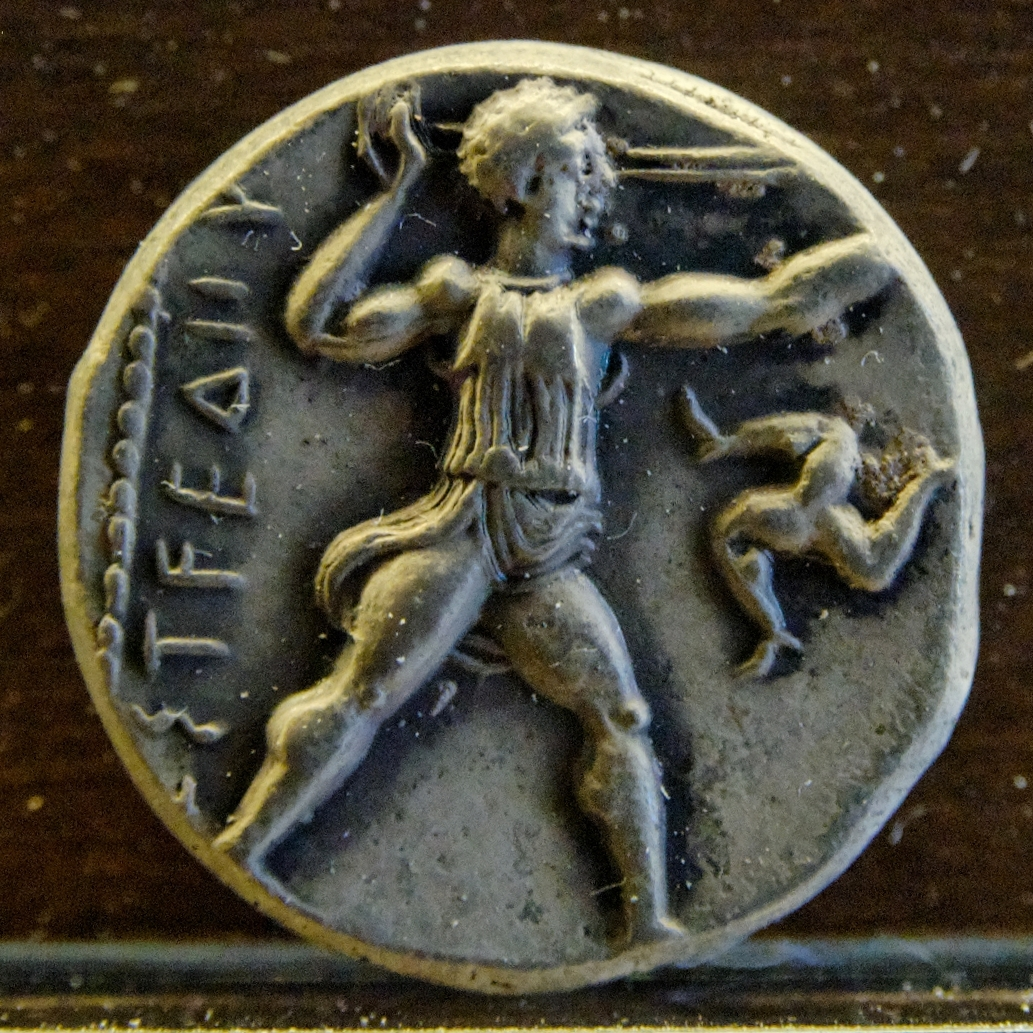
왼쪽에 서 있는 투석병, 오른쪽에 트리스켈리온; 팜필리아 아스펜도스에서 주조된 은 스타테르 주화의 뒷면

많은 학자들이 팜필리아 방언에서 아르카디아어와 키프로스어 (아르카도키프로스 그리스어) 모두와 중요한 동어선을 구별해냈으며, 이는 이 방언들이 아카이아 부족뿐만 아니라 다른 그리스어권 지역, 도리스인 및 아이올리스인 출신 식민지 개척자들에 의해 정착되었기 때문에 때때로 아카이아 방언군으로 불리는 방언군과 함께 연구될 수 있음을 보여준다. 헤로도토스와 스트라본이 전하는 전설, 즉 팜필리아인들의 기원을 트로이 전쟁 이후 암필로코스와 칼카스가 이끈 식민지에서 비롯된 것으로 보는 이야기는 단순히 특징적인 신화에 불과하다.

## 역사
후기 청동기 시대 동안 이 지역은 히타이트 영향권의 서쪽 경계에 있었다. 히타이트 왕 투드할리야 4세와 그의 가신인 타르훈타샤 왕 사이의 조약은 후자의 서쪽 국경을 훗날의 팜필리아에 있는 도시 파르하와 카스타라야 강으로 정의했다. 파르하 서쪽에는 룩카 땅이 있었다.
역사 시대에는 이 지역 주민들이 아나톨리아어파의 영향을 받은 것으로 보이는 독특한 고대 그리스어 방언인 팜필리아 그리스어를 사용했다. 키루스가 크로이소스를 물리친 후 팜필리아는 페르시아 제국에 넘어갔다. 다리우스는 팜필리아를 뤼키아, 마그네시아, 이오니아, 아이올리스, 미시아, 카리아와 함께 첫 번째 세금 구역에 포함시켰다. 기원전 468년에서 465년 사이에 아테네인들은 키몬의 지휘 아래 에우리메돈 전투에서 페르시아인들과 싸워 승리했고, 이로써 팜필리아를 "델로스 동맹" 제국에 추가했다. 펠로폰네소스 전쟁 말기에 아테네인들이 약화되자 페르시아인들은 팜필리아를 되찾을 수 있었다.
알렉산드로스 대왕이 다리우스 3세를 물리치자 팜필리아는 다시 그리스의 지배를 받게 되었는데, 이번에는 마케도니아인들이었다. 기원전 190년 안티오코스 3세 메가스의 패배 후 팜필리아는 로마인들이 페르가몬의 에우메네스 영토에 합병한 속주에 포함되었지만, 얼마 후 피시디아인 및 킬리키아인과 함께 해적질을 일삼았고, 시데는 이들 해적들의 주요 중심지이자 노예 시장이 되었다. 팜필리아는 잠시 갈라티아의 왕 갈라티아의 아민타스의 영토에 포함되었지만, 그의 죽음 이후 로마 속주의 한 지역으로 전락했다.
1911년 현재 이 지역은 베를린 회의와 오스만 제국의 붕괴로 인한 장기적인 결과로 그리스, 크레타, 발칸반도에서 최근 정착한 오스만 무슬림들로 주로 채워져 있었다.

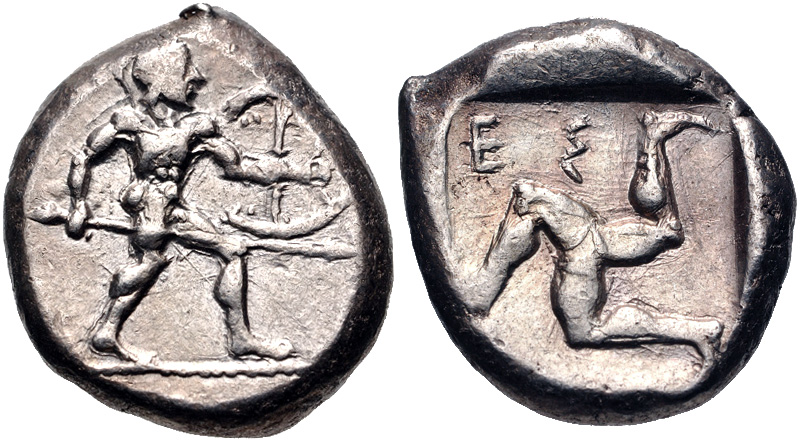
팜필리아 아스펜도스 주화, 기원전 465-430년경

## 팜필리아 출신 저명한 인물
- 아스펜도스의 디오도로스, 피타고라스 철학자 (기원전 4세기)[21][22]
- 페르게의 아폴로니오스, 천문학자, 수학자 (기원전 262년경 – 기원전 190년경)
- 페르게의 아르테미도로스, 오로포스의 프록세노스 (기원전 240년경 – 180년경)[23]
- 아스펜도스 출신 아이토스 (아폴로니오스의 아들), 프톨레마이오스 장군, 아르시노에 (킬리키아) 설립자 (기원전 238년경)[24]
- 시데 출신 므나세아스 (아르테몬의 아들), 조각가 (기원전 3세기 말)[25]
- 아스펜도스 출신 오레스타스 (에림네오스의 아들), 드레로스 (크레타)의 프록세노스 (기원전 3세기 말 – 2세기 초)[26]
- 아스펜도스의 티밀루스, 스타디온 (180–190m 거리) 달리기 경주 우승자 (기원전 176년 올림픽)[27]
- 아스펜도스 출신 아폴로니오스 (코이라노스의 아들), 프톨레마이오스 장군, 라파와 압테라 (크레타)의 프록세노스 (기원전 2세기 전반 – 2세기)[28]
- 페르게 출신 아스클레피아데스 (미론의 아들), 셀레우키아 시민들이 존경한 의사 (기원전 3세기 – 2세기)[29]
- 플란키아 마그나, 페르게 출신, 영향력 있는 시민, 자선가, 아르테미스 여사제장 (기원후 1세기, 2세기)[30]
- 실리온 출신 메노도라 (메가클레스의 딸), 행정관이자 자선가 (기원후 2세기경)[31]
- 아스펜도스 출신 제논 (테오도로스의 아들), 아스펜도스 극장 건축가 (기원후 2세기)[32]
- 아스펜도스 출신 아폴로니오스 (아폴로니오스의 아들), 시인 (기원후 2세기/3세기 초)[33]
- 아우렐리아 파울리나, 페르게 출신, 시리아계 저명한 귀족 여성, 기부자, 아르테미스 여사제장 (기원후 2세기, 3세기)
- 프로부스, 시데 출신, 순교자 (기원후 304년경 사망)
- 필리포스 시디우스, 역사가 (기원후 380년경 – 431년 이후)
- 페르게의 마트로나, 성인, 콘스탄티노폴리스 수녀원장 (기원후 5세기 후반 – 6세기 초)[34]
- 안토니오스 1세 카시마타스, 실리온 출신, 콘스탄티노폴리스 총대주교 (기원후 780년경 – 837년)

## 고고학 유적지
- 안탈리아
- 아스펜도스
- 에텐나
- 아스펜도스의 에우리메돈 다리, 셀주크 왕조가 재건한 로마식 다리로, 강을 가로질러 지그재그로 이어진다.
- 셀게의 에우리메돈 다리, 로마식 다리
- 페르게
- 시데
- 실리온

## 같이 보기
- 아나톨리아의 고대 지역
- 에르의 신화
- 팜필리아 그리스어